# Myrmica montana
Myrmica montana är en myrart som beskrevs av Buckley 1867. Myrmica montana ingår i släktet rödmyror, och familjen myror. Inga underarter finns listade i Catalogue of Life.